# Stadskanaal

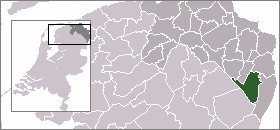
Stadskanaals läge (grönt) i Groningen (mörkgrått).

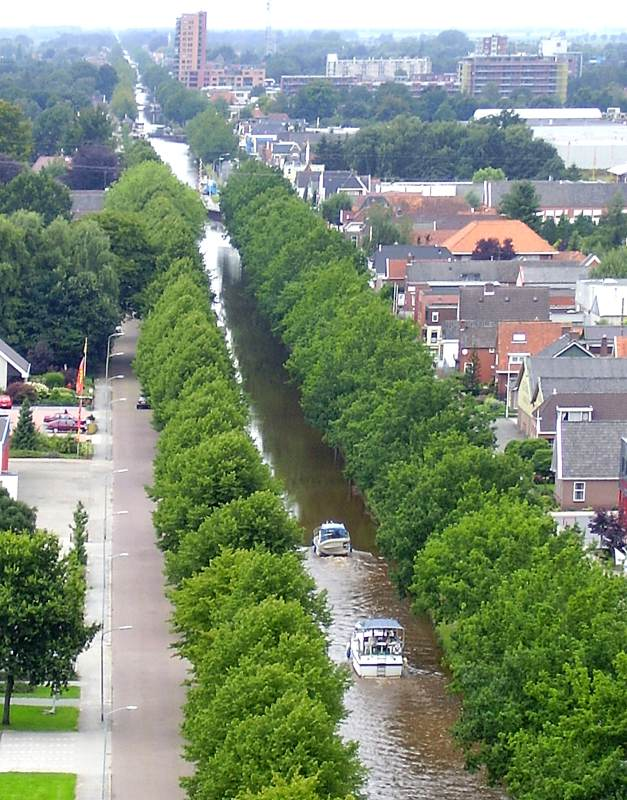
Kanalen till Groningen.

Stadskanaal är en kommun i provinsen Groningen i Nederländerna. Kommunens totala area är 119,96 km² (där 2,11 km² är vatten) och invånarantalet är på 33 739 invånare (2005).